# Hagen (Stade)
Hagen ist eine Ortschaft der Hansestadt Stade. Sie liegt im Landkreis Stade in Niedersachsen inmitten des Elbe-Weser-Dreiecks zwischen den beiden Großstädten Hamburg und Bremen.

## Geographie
Der Bachlauf Steinbeck fließt im Süden durch bzw. an Hagen vorbei und staut sich zum Hagener Mühlenteich.

## Nachbargemeinden
Die Ortschaft Hagen grenzt im Westen und Süden an die Gemeinde Deinste, im Norden an die Stader Ortsteile Groß Thun, Klein Thun, Barge und Riensförde sowie im Osten an die Gemeinde Agathenburg.

## Geschichte
Die erste urkundliche Erwähnung Hagens fand 1130 statt. Vom Mittelalter bis zur Mitte des 20. Jahrhunderts war der Ort stark durch die Landwirtschaft geprägt. Ein Großteil seiner Einwohner fand Wohnung und Beschäftigung auf den zehn bis zwölf Hofstellen des Ortes.
Im Rahmen der niedersächsischen Gebietsreform zu Beginn der 1970er Jahre führte die damals selbständige Gemeinde Hagen sowohl mit der Samtgemeinde Fredenbeck als auch mit der Stadt Stade Verhandlungen über eine Eingliederung. Durch den am 1. Juli 1972 in Kraft getretenen Eingemeindungsvertrag mit Stade wurde Hagen schließlich eine Ortschaft Stades.

## Einwohnerentwicklung
- 1885: 0202 Einwohner
- 1905: 0206 Einwohner
- 1925: 0263 Einwohner
- 1939: 0278 Einwohner
- 1947: 0468 Einwohner
- 1950: 0525 Einwohner (davon 223 Vertriebene)
- 1961: 0453 Einwohner[1]
- 1970: 0614 Einwohner[1]
- 2009: 1663 Einwohner

## Politik

### Ortsrat
- SPD 4 Sitze
- CDU 4 Sitze
- Wählergemeinschaft 2 Sitze
- Grüne 0 Sitze

### Ortsbürgermeister
Ortsbürgermeister ist seit 2017 wieder die Christdemokratin Inge Bardenhagen.

### Wappen
Blasonierung: Das Wappen der Ortschaft Hagen zeigt im Schild ein rotes Wasserrad auf weißem Grund, dessen Farbe sich im blauen Schildfuß in Gelb ändert.

## Bildung
In Hagen gibt es einen Kindergarten und eine Grundschule. Der Unterricht für die Kinder der Sekundarstufen findet an den weiterführenden Schulen der Hansestadt Stade statt.

## Söhne und Töchter der Ortschaft
- Frank Schulz (* 1957), deutscher Schriftsteller